# 珈琲時光
『珈琲時光』（コーヒーじこう）は、2004年製作の日本映画。侯孝賢（ホウ・シャオシェン）監督、一青窈、浅野忠信主演。

## 概要
「珈琲を味わうときのように、気持ちを落ち着け、心をリセットし、これからのことを見つめるためのひととき」というテーマを、小津安二郎の生誕100年を記念し『東京物語』のオマージュという形で製作された映画。
神田神保町や鬼子母神等の古き日本の街角や路地、また山手線、京浜東北線、高崎線、都電荒川線の車窓風景の映像美が評価された。
台湾、群馬、神田神保町、それぞれを自分の居場所として、明るい未来を期待しながら生きる女性とその仲間達の姿を優しく、温かく、そして美しき色彩で表現している。また、この話では台湾出身の作曲家・江文也が取り上げられ、江の日本側の夫人と娘が出演している。

## キャスト
- 一青窈：井上陽子
- 浅野忠信：竹内肇
- 萩原聖人：誠治
- 余貴美子：陽子の義母
- 小林稔侍：陽子の父

## スタッフ
- 監督：侯孝賢（ホウ・シャオシェン）
- 脚本：侯孝賢、朱天文
- 主題歌：「一思案」（作詞：一青窈　作曲：井上陽水）
- プロデューサー：宮島秀司、廖慶松、山本一郎、小坂史子
- 製作：松竹、朝日新聞社、住友商事、衛星劇場、IMAGICA
- 配給：松竹

## 受賞など
- ヴェネツィア国際映画祭　コンペ部門選出
- トロント国際映画祭出品
- ニューヨーク映画祭出品
- 釜山国際映画祭出品、Asian Filmmaker of the Year受賞
- イスタンブール国際映画祭　ゴールデン・チューリップ賞（金賞）受賞
- 山路ふみ子映画賞 新人女優賞受賞
- 日本アカデミー賞 新人俳優賞

## 関連
映画の舞台、神田神保町の近隣に所在する明治大学が刊行した雑誌『思索の樹海』(2005)において「珈琲時光的生活、或いは航海」というエッセーが掲載され、映画に見る神保町の一様が紹介されている（執筆者は意匠家の山下祐樹と中国人歌手のカリーナ・ラム）。同時期、同大の中国文化論の研究者を中心に台湾大学において、本作と侯孝賢、江文也に関する講座が開かれた。また、江文也作曲のピアノ曲のコンサートが開催され、コンサートの合間には主演の一青窈、監督の侯孝賢のトークショーも行われた。